# Urogymnus asperrimus
La pastinaca porcospino (Urogymnus asperrimus Bloch & Schneider, 1801) è un pesce della famiglia Dasyatidae.

## Distribuzione e habitat
La specie è distribuita nelle acque tropicali dell'Oceano Atlantico orientale e dell'Indo-Pacifico, dal Sudafrica e il Madagascar alla Penisola Arabica e il subcontinente Indiano, Filippine, Indonesia, Nuova Guinea, Australia e Figi. L'habitat è rappresentato dai fondali sabbiosi e dalle barriere coralline.

## Descrizione

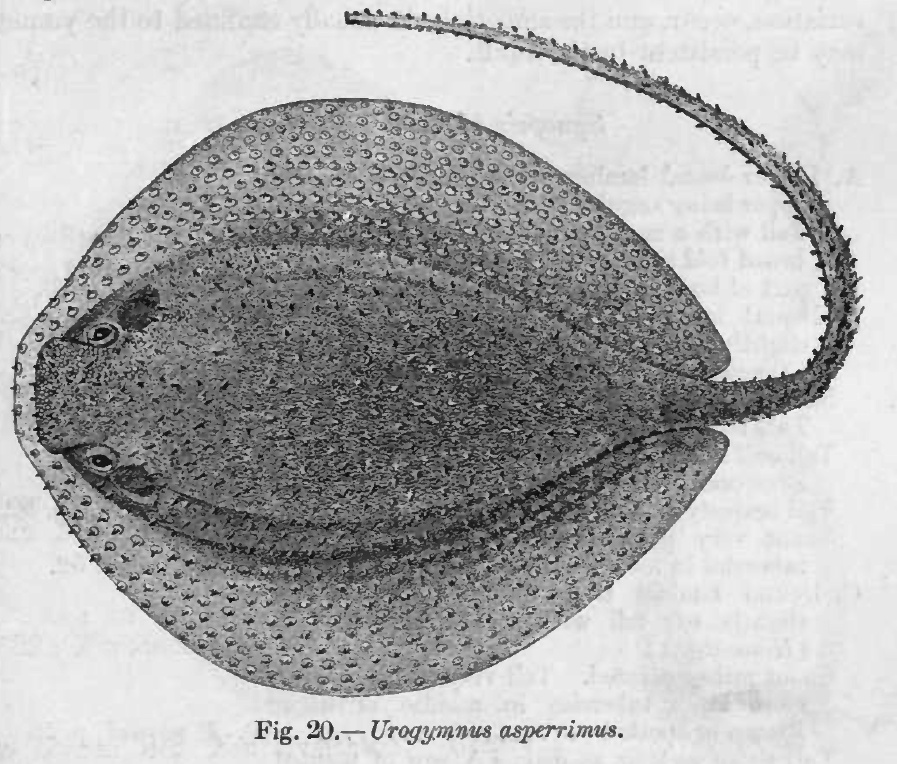
Illustrazione di una pastinaca porcospino, dal libro Fauna of British India (1889).

Gli esemplari adulti possono raggiungere i 2.2 metri di lunghezza ed oltre un metro di larghezza. È caratterizzata da un corpo tipicamente ovale, molto spesso e arrotondato. Gli occhi, piccoli e sporgenti, sono seguiti da evidenti spiracoli. La bocca è situata in posizione ventrale e contiene circa 48 file di denti per ogni mandibola. La coda è molto fina e, contrariamente alle altre pastinache, non è dotata di aculeo velenifero. Caratteristici di questa specie sono i numerosi tubercoli spinosi situati sulla superficie dorsale (da qui il nome comune razza porcospino). Il dorso è di colore grigio chiaro, mentre il ventre è bianco.

## Tassonomia
La pastinaca porcospino venne originariamente descritta come Raja asperrima dai naturalisti tedeschi Marcus Elieser Bloch e Johann Gottlob Schneider nel Systema Ichthyologiae del 1801. Nel 1837, Johannes Peter Müller e Friedrich Gustav Jakob Henle la spostarono nel genere Urogymnus. Il nome specifico asperrimus deriva dal latino e significa "ruvidissimo".